# Villers-devant-Dun
Villers-devant-Dun är en kommun i departementet Meuse i regionen Grand Est (tidigare regionen Lorraine) i nordöstra Frankrike. Kommunen ligger i kantonen Dun-sur-Meuse som tillhör arrondissementet Verdun. År 2022 hade Villers-devant-Dun 51 invånare.

## Befolkningsutveckling
Antalet invånare i kommunen Villers-devant-Dun
| Referens: INSEE |